# Villabáñez (kommun)
Villabáñez är en kommun i Spanien.   Den ligger i provinsen Provincia de Valladolid och regionen Kastilien och Leon, i den centrala delen av landet, 150 km nordväst om huvudstaden Madrid. Antalet invånare är 537. Arean är 51 kvadratkilometer.
Terrängen i Villabáñez är varierad.